# Piampatara humeralis
Piampatara humeralis är en skalbaggsart som först beskrevs av Aurivillius 1916.  Piampatara humeralis ingår i släktet Piampatara och familjen långhorningar. Inga underarter finns listade i Catalogue of Life.